# Skrîpîțea, Liuboml
Skrîpîțea (în ucraineană Скрипиця) este un sat în așezarea urbană Holovne din raionul Liuboml, regiunea Volînia, Ucraina.

## Demografie
Componența lingvistică a localității Skrîpîțea
     Ucraineană (100%)
Conform recensământului din 2001, toată populația localității Skrîpîțea era vorbitoare de ucraineană (100%).